# 新索科利尼基區

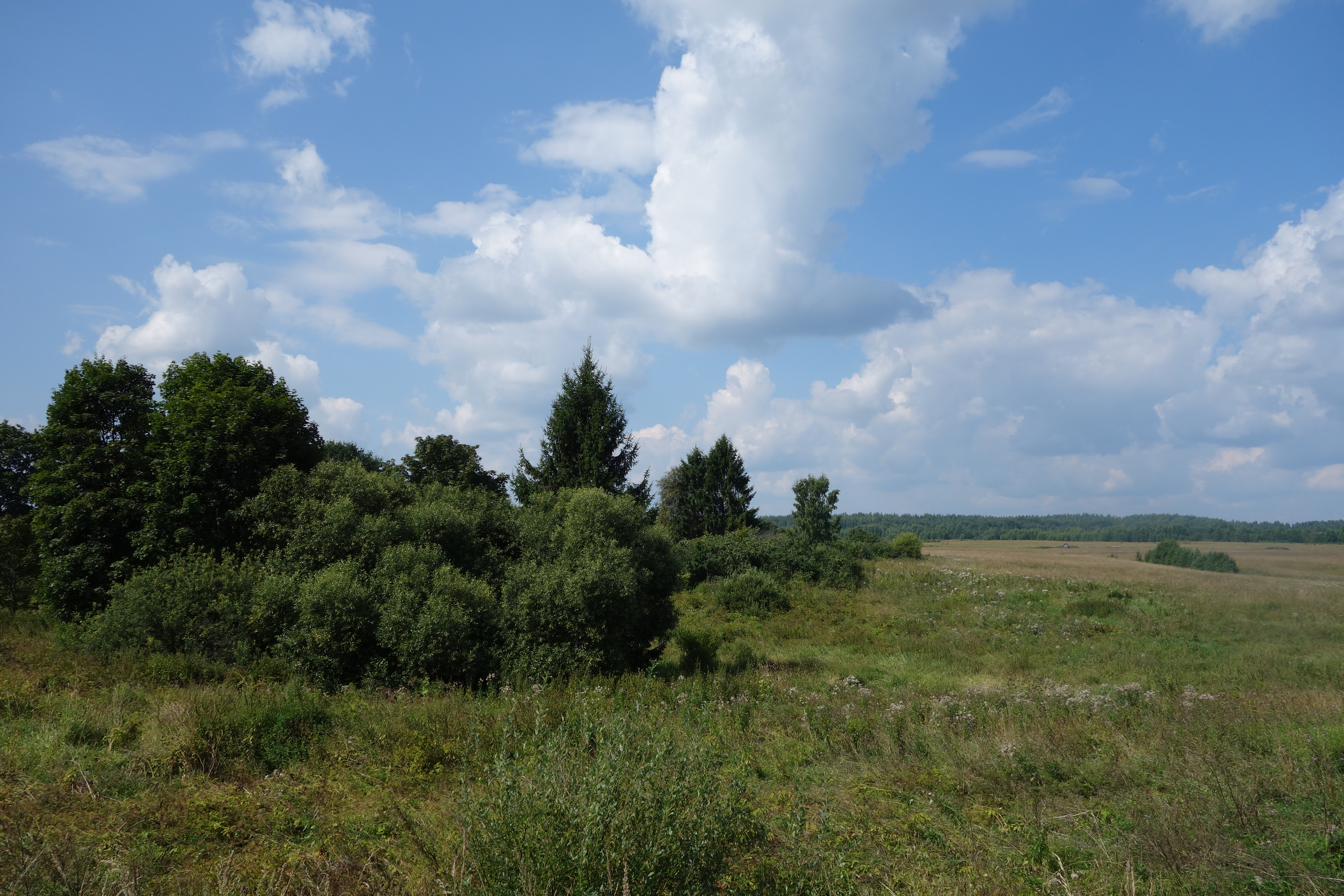
新索科利尼基區

56°20′N 30°09′E / 56.333°N 30.150°E
新索科利尼基區（俄语：Новосокольнический район），是俄羅斯的一個區，位於該國西北部，由普斯科夫州負責管轄，面積1,616平方公里，2010年人口14,776，人口密度每平方公里9.14人。